# Dentin
Dentin er det latinske ord for tandben og betegnelsen for den del af tanden, der dækker rodhulen med pulpa, tandens nerve. Dentinen er igen dækket af emalje på kronen, dvs. den del af tanden, der rager op af tandkødet, og af cement på roden.
Dentin ligner knoglevæv, men er tættere og mere uopløseligt. Dentinen produceres af odontoblaster.
Hvis dentinkanalerne er blottede og udsættes for kulde, varme, surt eller sødt, stimuleres nerverne inde i tanden, hvilket giver isninger i tænderne.
| Lægevidenskab | Spire Denne artikel om lægevidenskab er en spire som bør udbygges. Du er velkommen til at hjælpe Wikipedia ved at udvide den. |